# Норт-Актон (станція метро)
51°31′24″ пн. ш. 0°15′35″ зх. д. / 51.523333° пн. ш. 0.259722° зх. д.
Норт-Актон (англ. North Acton) — станція Центральної лінії Лондонського метрополітену. Станція знаходиться в Норт-Актон, Ілінг, Лондон, у 2-й тарифній зоні, між метростанціями — Іст-Актон та Генгер-лейн, Вест-Актон. В 2018 році пасажирообіг станції — 5.79 млн пасажирів

## Історія
- 5 листопада 1923: відкриття станції.

## Пересадки
- На автобуси London Buses маршрутів: 95, 260, 266, 440 та 487.

## Послуги
| Попередня станція | Лінія | Лінія                             | Лінія      | Наступна станція |
| ----------------- | ----- | --------------------------------- | ---------- | ---------------- |
| Іст-Актон         |       | Лондонське метро Центральна лінія |            | Генгер-лейн      |
| Іст-Актон         |       | Лондонське метро Центральна лінія | Вест-Актон |                  |